# جون ويلسون (قاضي)
جون ويلسون (بالإنجليزية: John Alexander Wilson)‏ هو فلاح وقاضي نيوزيلندي، ولد في 1829، وتوفي في 1909.